# Paragomphus cognatus
Paragomphus cognatus е вид водно конче от семейство Gomphidae. Видът не е застрашен от изчезване.

## Разпространение
Разпространен е в Ангола, Демократична република Конго, Етиопия, Замбия, Зимбабве, Кения, Лесото, Малави, Мозамбик, Намибия, Свазиленд, Танзания, Уганда и Южна Африка (Западен Кейп).